# Oenanthe glauca
Oenanthe glauca är en flockblommig växtart som beskrevs av Dc. och Schult.. Oenanthe glauca ingår i släktet stäkror, och familjen flockblommiga växter. Inga underarter finns listade i Catalogue of Life.